# Uwe Reetz
Uwe Reetz (* 3. August 1977 in Aachen) ist ein deutscher Musiker, Produzent und Songwriter.

## Werdegang
Uwe Reetz begann kurz nach seinem Abitur eine Ausbildung zum Tontechniker und betreibt ein eigenes Tonstudio, in dem er auch Musikunterricht gibt. Der Multiinstrumentalist spielt Schlagzeug, Gitarre, Bass, Keyboard und singt. Reetz wirkte in den 1990er-Jahren mit verschiedenen musikalischen Projekten als Musiker und Songwriter. In einem selbstgebauten Tonstudio im Keller seiner Eltern produzierte er zunächst Bands aus dem musikalischen Umfeld, später in seinem eigenen professionellen Tonstudio in Kommern auch Bands wie Schreng Schreng & La La oder die Kölner Punk-Formation Karlsson.
Bekannt wurde Uwe Reetz durch sein langjähriges Kinder-Mitmachprogramm „Uwe und Kinder“. Seit 2003 schreibt und produziert er auf Initiative des Komponisten und Texters Norbert Böll Kindermusik. In den Texten seiner Lieder verarbeitet er unter anderem die Lernziele der Grundschule. Hierfür arbeitet er mit verschiedenen Pädagogen zusammen, die ihn bei seinen Texten unterstützen. Uwe Reetz gründete für dieses Projekt seine eigene Plattenfirma Greenkids Records. In Eigenregie konnte der Musiker so  10.000 Tonträger verkaufen. Die Zusammenstellung Meine Hits wurde zudem von Cargo Records vertrieben. Seit 2018 begleitet ihn die Schauspielerin Maike Toussaint bei seinen Live-Auftritten und den jährlich stattfindenden Weihnachts-Musicals.
Reetz engagiert sich für soziale Projekte.
So unterstützt er die Kinderkrebshilfe der Kinderkliniken in Bonn und Köln sowie der Hilfsgruppe Eifel. Mit der Single Schmetterlingskinder fliegen frei schrieb er einen eigenen Song für den Round Table Deutschland. Schmetterlingskinder haben die seltene Erkrankung Epidermolysis bullosa (EB), einen unheilbarer Gendefekt, der ihre Haut so verletzlich macht wie Schmetterlingsflügel.
Mit dem Song Handeln positionierte sich Uwe Reetz gemeinsam mit dem Musiker Lasse Paulus (Schreng Schreng & La La) und Oliver Züll (D.F.T.) zudem gegen Rassismus und gewann mit dem Stück den Wettbewerb Rap gegen rechts (2004) des Kreis Euskirchen.
Uwe Reetz ist verheiratet und lebt in der Eifel im Kreis Euskirchen.

## Diskografie
- Von Rittern, Kaulquappen und anderen Blüten (2003)
- Jetzt geht’s los (2004)
- Mit Uwe durch die Weihnachtszeit (2005)
- Klar zum Entern (2006)
- Wir geben Gas (2008)
- Meine Hits (2010 / Cargo Records)
- Zauberei (2012)
- Hallo Ihr da! (2016)